# 에드먼드 린덱
에드먼드 린덱(Edmund Lyndeck, 1925년 10월 4일 ~ 2015년 12월 14일)은 미국의 배우, 텔레비전 배우, 연극 배우이다.
베이온에서 태어났으며 펜실베이니아주에서 사망하였다.

## 영화
- 더 드라우트 (2011년)
- 스플린터헤즈 (2009년)
- 굿 하트 (2009년)
- 조한 (2008년)
- 디 엑스 (2007년)
- 마법에 걸린 사랑 (2007년)
- 악명높은 베티 페이지 (2005년)
- 에드 (2000년)
- 로드 트립 (2000년)
- 빅 대디 (1999년)